# Província de Constantina
La província o wilaya de Constantina (àrab: ولاية قسنطينة, wilāyat Qusanṭīna) és una de les 48 províncies o wilayes d'Algèria, situada al nord-est del país. N'és capital la ciutat homònima.
La província es compon de 6 daires i 12 municipis.

## Municipis
Constantina, El Khroub, Ain-Smara, Hamma Bouziane, Didouche Mourad, Ben Badis, Zighoud Youcef, Ain Abid, Ouled Rahmoune, Ibn Ziad, Messaoud Boudjerou, Beni H'midene.